# Фуртаду, Мауру
Мауру Ландин Фуртаду (порт. Mauro Landim Furtado; родился 30 июля 2008 года в Лиссабоне, Португалия) — португальский футболист, защитник юношеской команды клуба «Бенфика».

## Клубная карьера
Мауру является воспитанником «Бенфики» и прошёл в ней через всю детско-юношескую систему. После окончания сезона 2023/24, по итогам которого защитник стал юношеским чемпионом Португалии, он подписал с «орлами» свой первый профессиональный контракт.

## Карьера в сборной
Мауру представляет Португалию на юношеском уровне с 2022 года. В 2025 году в составе сборной Португалии до 17 лет он участвовал на юношеском чемпионате Европы в Албании. Там защитник провёл все 5 матчей в основном составе, каждый раз покидая поле только после финального свистка. По итогам турнира Мауру и его национальная команда стали чемпионами Европы среди юношей. Всего за юношеские сборные Португалии он сыграл 21 матч и забил в них 3 гола.

## Достижения
Сборная Португалии (до 17 лет)
- Чемпион Европы (до 17 лет) (1): 2025